# Gospodarka wodno-elektrolitowa
Gospodarka wodno-elektrolitowa organizmu – zespół procesów regulujących stężenia roztworów elektrolitów i związków organicznych w płynach ustrojowych oraz ich objętości, a także utrzymywanie równowagi wodnej organizmu.

## Równowaga wodno-elekrolitowa
Gospodarką wodno-elektrolitową rządzą trzy podstawowe prawa:
- prawo elektroobojętności płynów ustrojowych – płyny ustrojowe są zawsze elektrycznie obojętne, co znaczy, że w danym płynie ustrojowym suma stężeń anionów równa się sumie stężeń kationów. W płynie pozakomórkowym głównym kationem jest Na+, a główne aniony to Cl− i HCO3−, natomiast w płynie śródkomórkowym głównym kationem jest K+, a anionami białczany i fosforany[3].
- prawo izomolalności (izoosmolalności) – ciśnienie osmotyczne wszystkich płynów ustrojowych, we wszystkich przestrzeniach wodnych ustroju ma taką samą wartość. Zwiększenie lub zmniejszenie ilości efektywnych osmolitów (substancji aktywnych osmotycznie, których przemieszczanie przez błony komórkowe zachodzi na drodze czynnego transportu) w jednym z przedziałów płynowych organizmu powoduje równoważącą ciśnienie osmotyczne ucieczkę wody do nowej przestrzeni[3].
- prawo izojonii – ustrój dąży do utrzymania stałego stężenia jonów, a zwłaszcza jonów wodorowych (izohydria). Ich stężenie w płynie pozakomórkowym powinno wynosić 35–45 nmol/l (czyli odpowiednik pH 7,35–7,45)[3].